# Psoralea pubescens
Psoralea pubescens là một loài thực vật có hoa trong họ Đậu. Loài này được Pers. miêu tả khoa học đầu tiên năm 1807.